# Сухий потік (притока Маліни)
Сухий потік (словац. Suchý potok) — річка; ліва притока Маліни, протікає в окрузі Малацьки.
Довжина приблизно 17,5—18,0 км. Витік знаходиться в масиві Пезінські Карпати — на висоті приблизно 430 метрів.
Протікає територією села Лозорне.. Впадає  в Маліну на висоті приблизно 143-145 метрів.